# Ініотеф II
Ініотеф II (Інтеф II Уаханх) — фараон XI династії (Перший перехідний період), що правив бл. 2112—2065 до н. е.. Його ім'я разом із знаком Гора читається як «Вічно живий».
Нащадок номархів Фів, Ініотеф після смерті номарха Анхтіфі вступив у боротьбу за гегемонію над Єгиптом з гераклеопольский царями. Ключове значення для Ініотефа мало захоплення Абідосу, який унаслідок перейшов від впливових номархів Сіута, що підтримували Гераклеополь, до Фів. Унаслідок, влада XI династії поширилася на значну частину Верхнього Єгипту від Першого порогу Нілу на півдні до дванадцятого нома на півночі.
Залишок правління Ініотефа II, мабуть, був мирним. Саме тоді вперше були проведені масштабні святкування на честь Амона в Карнаці.